# Historisch Tijdschrift Groniek

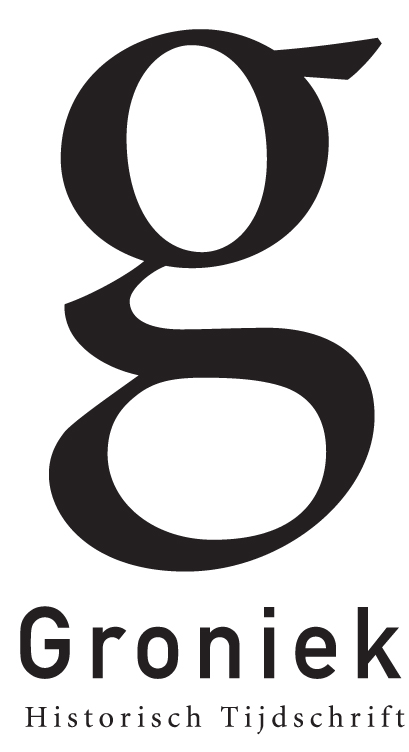
Logo van Historisch Tijdschrift Groniek

Historisch Tijdschrift Groniek is een wetenschappelijk historisch tijdschrift. De redactie wordt gevoerd door studenten van de leerstoelgroep Geschiedenis van de Rijksuniversiteit Groningen. Het blad komt drie keer per jaar uit en geniet landelijke bekendheid. 

## Geschiedenis
Groniek werd in 1967 opgericht als faculteitsblad voor geschiedenisstudenten. Door de jaren heen groeide Groniek uit tot een serieus wetenschappelijk tijdschrift  met bijdragen van prominente historici zoals onder andere: Hayden White, Jonathan Israel, Frank Ankersmit en Peter Burke. Hoewel het blad door studenten gemaakt wordt, is het een serieus wetenschappelijk tijdschrift waaraan historici uit zowel binnen- als buitenland hun bijdragen leveren. Groniek richt zich op onderwerpen waarover actuele historische discussies bestaan. In elk nummer tracht de redactie het verleden te betrekken bij actuele gebeurtenissen. Dit wordt gedaan door middel van themanummers zoals: Devotie, Nostalgie, Heelal, Inheemse Volkeren en Barbaren. Ieder nummer van Groniek is opgebouwd uit een themagedeelte, waarin een bepaald onderwerp vanuit verschillende gezichtspunten wordt uitgediept en uit een supplement. Het supplement biedt een podium aan historici om hun fascinatie met een specifiek onderwerp of specifieke persoonlijk voor het voetlicht te brengen, alsook weerbarstige concepten aan de kaak te stellen en een vernieuwende inbreng in het historisch discours te leveren. Naast rubrieken in het supplement als ‘Levend Verleden’, ‘Persoonlijkheden’ en ‘Discordia’, bevat het supplement ook recensies over de laatste historische literatuur en de rubriek de ‘Hoog van de Toren’, waarin jonge historici – meestal studenten – hun mening geven over bepaalde zaken. Naast het uitgeven van het tijdschrift worden er ook congressen en lezingen georganiseerd om bepaalde thema's toe te lichten en om debatten te voeren.

## 50-jarig bestaan
In oktober 2017 werd het 50-jarig bestaan van Historisch Tijdschrift Groniek gevierd met een lustrumsymposium. Sprekers waren onder andere oud-redacteur en emeritus hoogleraar intellectuele en theoretische geschiedenis Frank Ankersmit en oud-premier Dries van Agt.

## Oud-redacteuren
- Frank Ankersmit
- Michiel Baud
- Jetta Klijnsma
- Wessel Krul
- Thea de Roos-van Rooden